# Warnau (Havelberg)
Warnau es un ortsteil parte del municipio de Havelberg en el distrito de Stendal en Sajonia-Anhalt.

## Historia
Warnau se mencionó por primera vez en el siglo XIII. El asentamiento original de wendos estaba al oeste de la actual Warnau, a la izquierda en la carretera de Rehberg. Dado que estas áreas a menudo se inundan por inundaciones, la aldea fue reconstruida en una colina. No se sabe exactamente cuándo tuvo lugar la reubicación, pero se presume que fue después de la Guerra de los Treinta Años. El nuevo lugar se construyó alrededor de la iglesia del anterior asentamiento, que se encuentra en el punto más alto del lugar.
En 1838 se produjo un gran incendio en el que quedó destruido casi todo el lugar, incluida la iglesia. La iglesia fue reconstruida en 1841. En la iglesia hay un órgano realizado por el organero Friedrich Hermann Lütkemüller de 1869.
Hasta 1950 Warnau perteneció al distrito de Jerichow II, luego al distrito recién formado de Havelberg, que a su vez pasó a formar parte del distrito de Stendal el 1 de julio de 1994. En el período del 1 de julio de 1950 al 14 de octubre de 1993, Garz era un distrito de Warnau y luego se convirtió de nuevo en un municipio independiente. El municipio de Warnau pertenecía a la comunidad administrativa de Elbe-Havel-Land. Cuando se incorporó a Havelberg el 1 de enero de 2005, Warnau perdió su independencia política.

## Escudo de armas
El escudo de armas del antiguo municipio fue diseñado en 1996 por el heraldista municipal de Magdeburgo Jörg Mantzsch.

## Deporte
SSV Havelwinkel Warnau juega actualmente (temporada 2019/2020) en la Landesliga Nord Sachsen-Anhalt (séptima liga). En la temporada 2016/2017, el equipo creó una situación de novedad en el fútbol de Sajonia-Anhalt. El equipo fue extraído de la entonces tercera división 1. FC Magdeburgo en la copa estatal. Dado que el campo de deportes de Warnau era demasiado pequeño para la afluencia esperada de visitantes, el tradicional mercado de caballos se estaba llevando a cabo en el vecino Havelberg al mismo tiempo y la plaza de Stendal y otras estaban fuera de discusión por razones de seguridad, el juego se jugó en Rathenow, Brandeburgo. Fue la primera vez que un partido de la Copa del Estado de Sajonia-Anhalt tuvo lugar fuera del estado federal. Warnau perdió 8-0. Warnau también jugó en la copa contra el 1. FC Magdeburgo en Rathenow en la temporada 2019/2020 y fue eliminado tras perder 6-0.